# Heinrich Kurz
Heinrich Kurz (Parijs, 28 april 1805 - Aarau, 24 februari 1873) was een Duits-Zwitsers literatuurhistoricus, sinoloog, vertaler en bibliothecaris.

## Biografie
Heinrich Kurz werd in Parijs geboren als zoon van de Duitse schoenmaker Johann Georg Kurz en zijn Franse vrouw. Vanaf 1824 studeerde hij aanvankelijk theologie aan de Universiteit van Leipzig, maar later schakelde hij over naar een opleiding oosterse talen in München. Na het afronden van zijn doctoraat volgde hij in 1827 een vervolgopleiding in zijn geboortestad Parijs, waar hij het Collège de France bezocht. Tot 1830 studeerde hij de Chinese taal bij Jean-Pierre Abel-Rémusat. Al snel publiceerde hij sinologische werken. Vanaf 1832 doceerde hij Chinees als privaatdocent in München en gaf hij het tijdschrift Die Zeit uit, een liberaal oppositietijdschrift. Dit leverde hem later een veroordeling voor majesteitsschennis en een gevangenisstraf van twee jaar op. In de gevangenis vertaalde hij twee Chinese werken die hij later in 1836 in Sankt Gallen zou uitgeven.
Na zijn vrijlating emigreerde Kurz in 1834 naar Zwitserland, waar hij leraar Duitse taal en letterkunde werd aan de kantonale school in Sankt Gallen. In 1838 trouwde hij met Barbara Sophia Amsler, een dochter van kantonnaal regeringslid Johannes Amsler. In 1839 werd Kurz leraar Duits in de kantonnale school van Aarau, waar hij actief bleef tot hij in 1866 met pensioen ging wegens ziekte. In 1846 werd hij kantonnaal bibliothecaris, een functie die hij bekleedde tot aan zijn dood. Tijdens zijn verblijf in Aarau wendde Kurz zich met grote belangstelling tot de Duitse literaire geschiedenis en publiceerde talrijke werken, waaronder een hoog aangeschreven Geschichte der deutschen Literatur.
Erwin Kurz, het zesde van zijn tien kinderen, was politicus en vertegenwoordigde het kanton Aargau twintig jaar lang in de Nationale Raad.

## Werken
Literatuurgeschiedenis
- Beiträge zur Geschichte und Literatur: vorzüglich aus den Archiven und Bibliotheken des Kantons Aargau, Aarau, 1846.
- Geschichte der deutschen Literatur mit ausgewählten Stücken aus den Werken der vorzüglichsten Schriftsteller, Leipzig, 1853, 3 delen.
- Leitfaden zur Geschichte der deutschen Literatur, Leipzig, 1860-1878.

Sinologie
- Yun tseu mo lo. Tableau des Elémens vocaux de l’Ecriture Chinoise, Parijs, 1829 (samen met J. C. Levasseur).
- Ueber einige der neuesten Leistungen in der Chinesischen Literatur, Parijs, 1830.
- Mémoire sur l’état politique et religieux de la Chine, 2300 ans avant notre ère, selon le Chou King, Parisj, 1830.

Anthologie
- Handbuch der poetischen Nationallitteratur der Deutschen seit Haller, Zürich, 1840–1843, 3 delen.
- Handbuch der deutschen Prosa von Gottsched bis auf die neueste Zeit, Zürich, 1845–1852, 3 delen.
- Die Schweiz. Land Volk und Geschichte in ausgewählten Dichtungen, Bern, 1853.
- Schweizerische Erzählungen, Zürich, 1860.
- Blumenlese aus den neuern schweizerischen Dichtern, Zürich, 1860.